# Tarent
Tarent (wł. Taranto [ˈtaranto], łac. Tarentum, w dialekcie tarenckim Tarde lub Tarande) – miasto i gmina w regionie Apulia, w prowincji Tarent, w południowych Włoszech. Ważny handlowy i wojenny port morski na Morzu Śródziemnym, ośrodek przemysłu stalowego, chemicznego i spożywczego. W mieście znajdują się stocznie wojenne.
Według danych na rok 2004 gminę zamieszkiwało 201 349 osób, 927,9 os./km².
W starożytności miasto usytuowane było na półwyspie chronionym przez wzgórze, obecnie wznosi się na miejscu dawnej greckiej nekropolii. Port handlowy znajduje się w zatoce Mar Grande chronionej przez wysepki San Pietro i San Paolo, a port wojenny w zatoce Mar Piccolo w części miasta oddzielonej od reszty przekopanym w XIX w. kanałem. Wybrzeże morskie w okolicach portu jest silnie ufortyfikowane.

## Historia

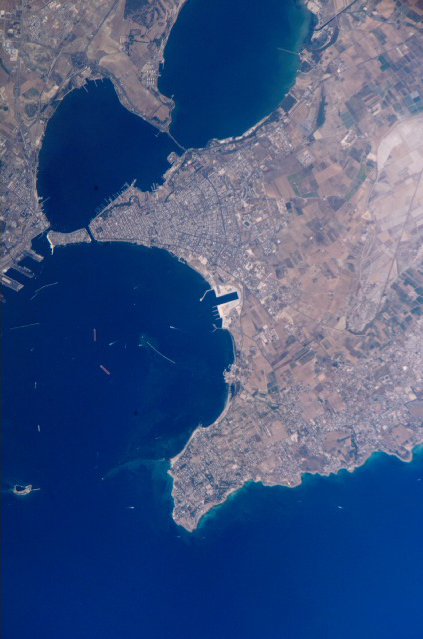
Tarent (NASA)

Tarent (Taras), założony w 706 p.n.e. przez Spartan, był jedyną kolonią spartańską. Założyli go potomkowie periojków zrodzeni ze spartańskich kobiet (w trakcie wojen meseńskich Spartanie zezwolili na związki między periojkami a wolnymi kobietami; później jednak unieważnili zawarte w ten sposób związki, a męskich potomków z nich pochodzących zmusili do emigracji). Przywódca wygnańców udał się po radę do wyroczni delfijskiej, a ta wskazała przystań w Tarencie jako miejsce dla osiedlenia się. Są i inne legendy dotyczące powstania miasta. Według jednej z nich jego założycielem miał być Herakles albo Taras, syn Posejdona. Herbem miasta jest Taras dosiadający delfina.
Tarent był ważnym ośrodkiem handlowym i wolnym miastem w Wielkiej Grecji. Pierwotnie ustrojem politycznym Tarentu była monarchia, wzorowana prawdopodobnie na spartańskiej. W roku 466 p.n.e. Tarent walczył z przybyłymi z Ilirii Japygami. Ponoć zginęło wówczas tak wielu arystokratów, że ustrój monarchiczny zastąpiony został demokracją. W tym czasie silne wpływy w Tarencie mieli Pitagorejczycy.
W roku 472 p.n.e. miasto podpisało przymierze z Regium (dzisiejsze Reggio), inną kolonią grecką, przeciw Lukanom i innym ludom zamieszkującym Apulię, lecz zostało pokonane pod dzisiejszym Ceglie. W czasie wojny peloponeskiej Tarent stanął po stronie Sparty, wspomagając ją okrętami wojennymi po wyprawie Ateńczyków na Sycylię. Ateny z kolei próbowały podburzyć przeciwko miastu Mesapiów. W roku 432 p.n.e. po kilkunastu latach walk, Tarent pokonał grecką kolonię Turioj (Thurii).
W roku 367 p.n.e. Kartagińczycy i Etruskowie podpisali pakt przeciw Tarentowi. W 343 p.n.e. Tarentczycy zwrócili się o pomoc do Sparty przeciw agresji Bruttów i w 342 p.n.e. Archidamus III, król Sparty, pobił napastników. Jednak cztery lata później połączone siły Spartan i Tarentczyków zostały pokonane, a Archidamus zginął. O pomoc w walce z Bruttami, Lukanami i Samnitami Tarent zwrócił się w 333 p.n.e. do władcy Epiru z rodu Molossów, Aleksandra. W 331 p.n.e. siły Tarentu zostały pobite w bitwie pod Pandozjom koło Cosentii. W końcu w roku 320 p.n.e. Tarent podpisał pokój z Samnitami. W 304 p.n.e. Lukanowie znów zaatakowali Tarent, który tym razem poprosił o pomoc Agatoklesa, tyrana Syrakuz i władcę Sycylii. Ten opanował Bruttium.
W III w. p.n.e. Tarent, obawiając się ekspansji Rzymu, wezwał na pomoc króla Epiru, Pyrrusa. Pyrrus nie pokonał jednak Rzymu i w 270 p.n.e. Tarent musiał się poddać. Miasto podpisało z Rzymem przymierze. Podczas II wojny punickiej mieszkańcy Tarentu opowiedzieli się po stronie Hannibala. W roku 209 p.n.e. Brucjowie zdobyli miasto. 30 tysięcy Greków zostało sprzedanych w niewolę, a skarby powędrowały do Rzymu.
W roku 122 p.n.e. Rzymianie założyli nową kolonię o nazwie Neptunia, na cześć rzymskiego boga. Pierwotnie kolonia zasiedlona przez Rzymian była odseparowana od greckiego miasta, ale w roku 89 p.n.e., kiedy Tarent stał się municypium, nastąpiło połączenie obu miejscowości. W roku 37 p.n.e. w Tarencie Marek Antoniusz, Oktawian August i Lepidus przedłużyli na kolejne pięć lat II triumwirat.
W latach 1063–1088 Tarent był siedzibą hrabstwa, a następnie w latach 1088–1465 – księstwa (pierwszym księciem był Boemund I z normańskiego rodu Hauteville).
W listopadzie 1940, podczas II wojny światowej, Brytyjczycy dokonali śmiałego zbombardowania włoskiej bazy wojennej w Tarencie.

## Zabytki
- Resztki starożytnych murów obronnych, świątyń, amfiteatru i term
- Katedra (XI, XVIII w.) z bezcenną barokową kaplicą San Cataldo
- Kościół San Domenico Maggiore (XIV w.)
- Zamek (XV–XVI w.)

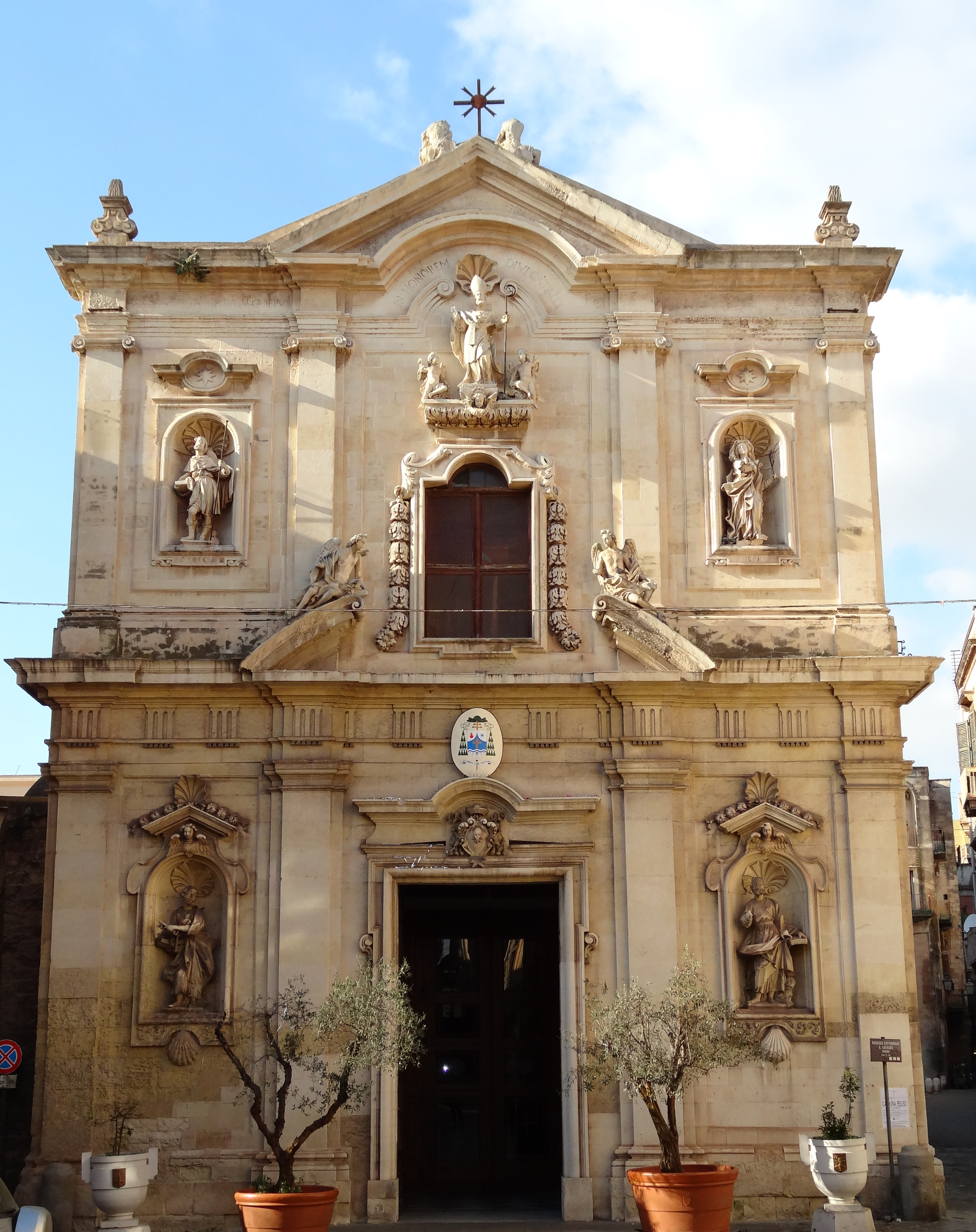
Katedra
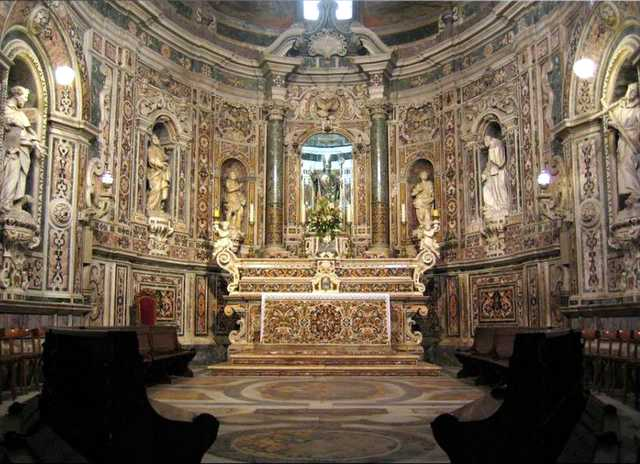
Kaplica San Cataldo

## Urodzeni w Tarencie
- Archytas z Tarentu – starożytny grecki filozof[2]
- Arystoksenos z Tarentu – starożytny grecki filozof[3]
- Leonidas z Tarentu – starożytny grecki poeta[4]
- Tankred z Tarentu – jeden z wodzów I krucjaty[5]
- Roberta Vinci – włoska tenisistka

## Miasta partnerskie
- Sparta, Grecja
- Brest, Francja
- Donieck, Ukraina
- Islamabad, Pakistan
- Alicante, Hiszpania